# François Alamand
Pour les articles homonymes, voir Alamand.
 (septembre 2018).
Si vous disposez d'ouvrages ou d'articles de référence ou si vous connaissez des sites web de qualité traitant du thème abordé ici, merci de compléter l'article en donnant les références utiles à sa vérifiabilité et en les liant à la section « Notes et références ».
François Alamand, né vers 1413 peut-être à Mende (Gévaudan) et mort en 1505, était un ecclésiastique français, notamment protonotaire apostolique.

## Biographie
François Alamand est issu d'une famille bourgeoise mendoise, fils de Pons Alamand et de noble Maritone Teinturier. Il est le neveu du prieur de Sainte-Énimie, autre François Alamand. Il est également petit-neveu de l'évêque de Condom Bernard Alamand. Il entre très vite dans les ordres, puisqu'à vingt ans il est déjà clerc. Il fait ses études en droit canon, sans doute à Montpellier et devient ainsi bachelier en décret. Il entame alors sans doute des études en droit civil, puisqu'il est dit bachelier des deux droits en 1462. Entretemps, il est devenu chanoine de Mende en 1451. En 1459, son oncle François meurt et il est appelé pour lui succéder au monastère de Sainte-Énimie dans les gorges du Tarn. Il avait alors déjà été nommé protonotaire apostolique, donc soit par Calixte II, soit par Pie II.
À la mort de l'évêque Antoine de La Panouze, François Alamand et Jean-Guillaume de Clermont sont chargés d'administrer le diocèse de Mende en qualité de vicaires généraux jusqu'à l'élection de Pietro Riario.
Le 16 juin 1478 il est élu évêque de Mende. Cependant, en raison de la politique internationale, il renonce en faveur de Julien de la Rovère, neveu du pape Sixte et devenu lui-même pape en 1503 sous le nom de Jules II. Julien de la Rovère, qui ne s'occupe pas vraiment du Gévaudan, nomme plusieurs administrateurs. Cependant, en mai 1480, il fait de nouveau appel à François Alamand en qualité de vicaire général. En même temps, François Alamand est devenu premier abbé commendataire de Sainte-Énimie. 
En 1483, il est nommé par le roi Louis XI de France pour devenir son conseiller et maître des requêtes de l'Hôtel. Cette même année, Julien de la Rovère résigne en faveur de son petit-neveu Clément de la Rovère, qui remplace François Alamand par Pons Atger.
François Alamand continue alors d'administrer son monastère de Sainte-Énimie. Durant les années 1480 il offre le château de la Caze à sa nièce Soubeyrane. En 1491, sentant l'heure de la retraite arrivée, il obtient du pape Innocent VIII d'annuler ses biens du monastère de Sainte-Énimie et est remplacé par Antoine Raymond. Il ne se retire cependant pas tout à fait, puisqu'il est procureur dudit Antoine Raymond.
Il meurt au cours de l'année 1505. 